# Schütz (Schalter)
Das Schütz, auch Schaltschütz, ist ein elektrisch oder elektromagnetisch betätigter Schalter für große elektrische Leistungen und ähnelt einem Relais. Das Schütz kennt zwei Schaltstellungen und schaltet ohne besondere Vorkehrungen im Normalfall monostabil.

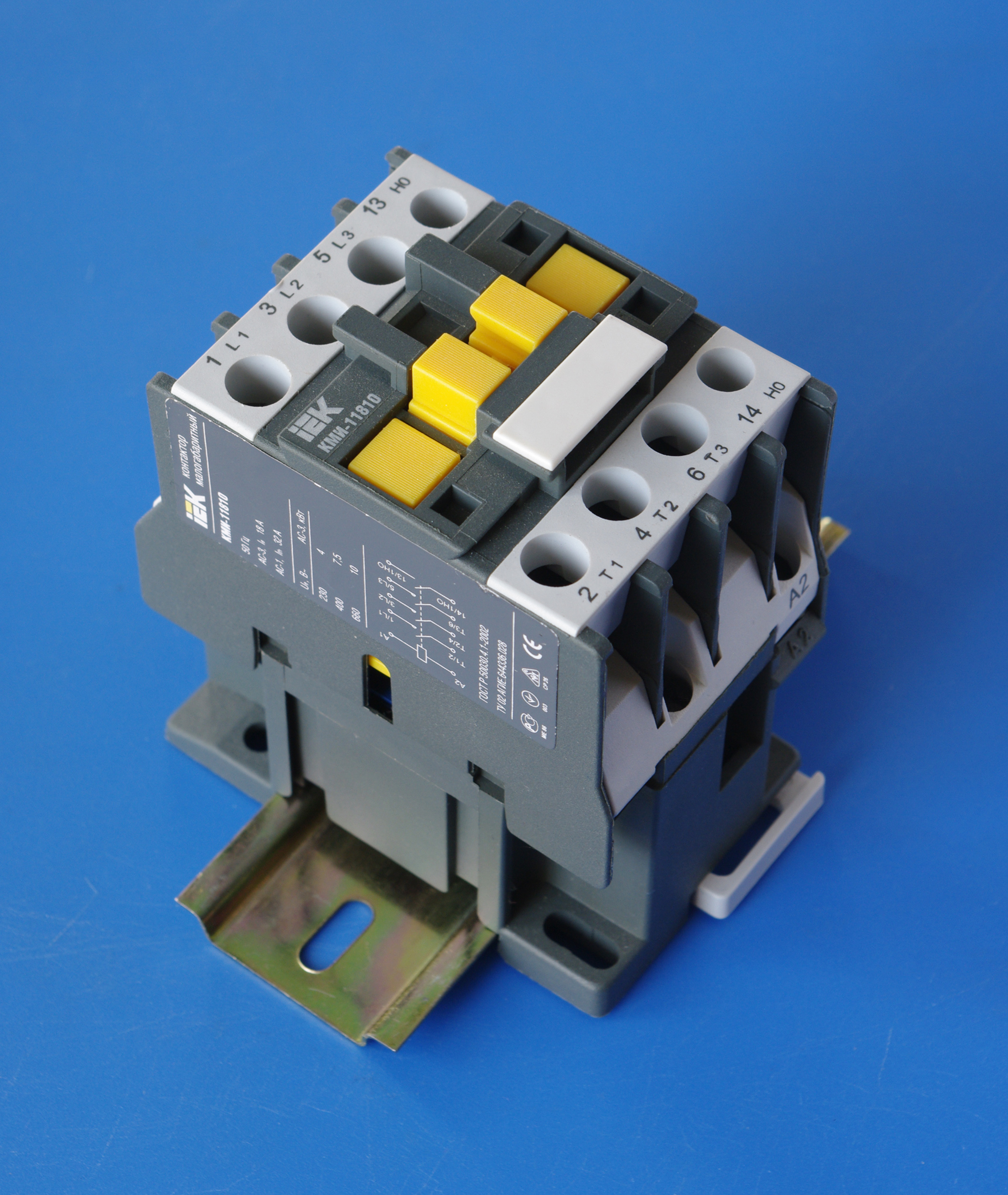
Schaltschütz auf DIN-Schiene TS35

## Elektromechanisches Schütz
Fließt ein Steuerstrom durch die Magnetspule eines elektromechanischen Schützes, zieht das Magnetfeld die mechanischen Kontakte in den aktiven Zustand. Ohne Strom stellt eine Feder den Ruhezustand wieder her, alle Kontakte kehren in ihre Ausgangslage zurück. Die Anschlüsse für Steuerstrom für die Magnetspule sowie die Kontakte für Hilfskreise (falls vorhanden) und zu schaltende Ströme sind im Schütz gegeneinander isoliert ausgeführt: Es gibt keine leitende Verbindung zwischen Steuer- und Schaltkontakten. Im Grunde ist ein Schütz ein Relais mit wesentlich höherer Schaltleistung. Typische Lasten beginnen bei etwa 500 Watt bis hin zu mehreren hundert Kilowatt.

### Geschichte

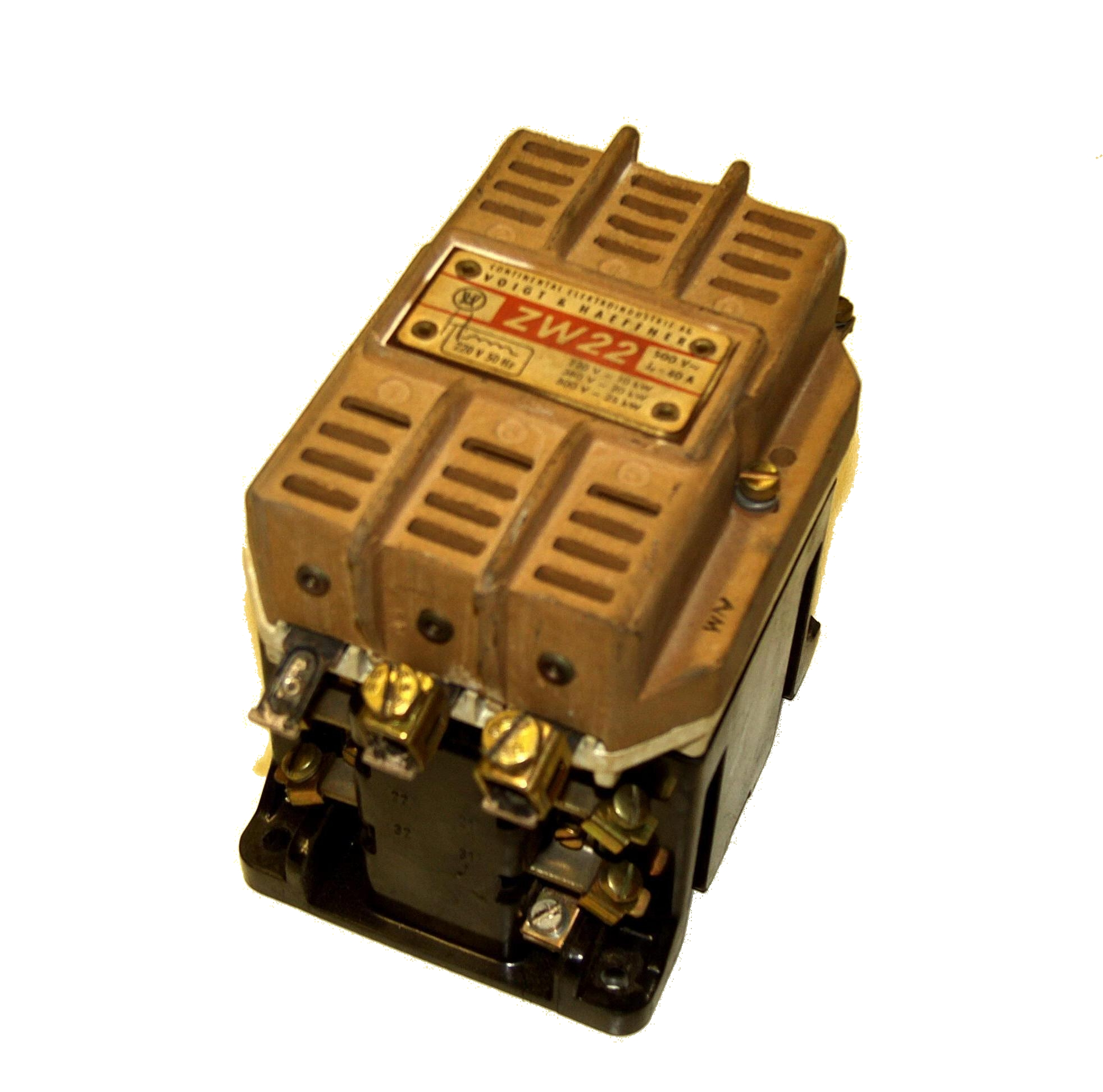
Schaltschütz, ca. 1960er Jahre. Zu sehen sind die Funkenlöschkammern mit Ausblasschlitzen, die den Schaltlichtbogen kühlen und löschen.

Schütze wurden entwickelt, damit ein Verbraucher mit großer Leistungsaufnahme (z. B. Motor) aus der Ferne über einen handbetätigten Schalter mit kleiner Schaltleistung geschaltet werden kann. Schütze ermöglichten schnellere und sicherere Schaltvorgänge, als dies mit rein mechanischen oder handbetätigten Schaltkonstruktionen möglich ist. Die Leitungslängen von Lastkreisen mit großem Leitungsquerschnitt können damit verringert werden.

### Einsatzgebiete
Mit einem Schütz sind wie beim Relais Schaltvorgänge aus der Ferne über Steuerleitungen mit relativ geringem Leiterquerschnitt möglich. Zu den typischen Anwendungsbereichen des Schützes gehört daher die Steuerungs- und Automatisierungstechnik. Beispiele sind das Schalten von Motoren, Heizungen und Beleuchtung sowie die Sicherheitsabschaltung von Maschinen. Mittels Hilfskontakten sind logische Funktionen realisierbar. Beispiele sind die Selbsthalteschaltung oder die Stern-Dreieck-Schaltung.

### Unterschied zum Relais
Schütze unterscheiden sich in folgenden Merkmalen von Relais:
- Relais sind für geringere Schaltleistung ausgelegt, sie besitzen meist keine Funkenlöschkammern.
- Die Schaltkontakte von Relais sind einfach unterbrechend, während sie bei Schützen immer doppelt unterbrechend sind.
- Relais benutzen oft Klappanker, Schütze hingegen meist Zuganker zwecks größerer mechanischer Schaltkraft, die für die höheren Schaltleistungen und massiveren Kontakte erforderlich ist.

Alle vorstehenden Unterscheidungsmerkmale sind jedoch nicht zwingend, eine klare Abgrenzung ist nicht möglich. Ein allgemein gültiges Unterscheidungsmerkmal ist, dass Schütze nur Öffner- und Schließerkontakte haben, Relais dagegen auch Wechslerkontakte (Umschalter) besitzen können.

### Einbau
Schütze gibt es für unterschiedliche Montagearten, beispielsweise für Hutschienenmontage, auf Montageplatte oder in Gehäusen mit Bohrungen zur Einzelmontage.
Wegen der hohen Schaltleistungen und der dazu erforderlichen massiven Kontakte, deren schneller Betätigung und hoher Kontaktkraft des starken Elektromagneten, verursacht ein Schütz mechanische Erschütterungen. Oft sind die Betätigungsmagnete federnd gelagert, sodass der Körperschall etwas gedämpft wird. Die Einbaulage ist vom Hersteller vorgeschrieben und meist nicht beliebig.
Im Gegensatz zu Halbleiterschützen benötigen mechanische Schütze keine wärmeableitende Kühlkörper-Montage. Mechanische Schütze verursachen geringere Verlustleistungen als Halbleiterschütze.

### Varianten
Es gibt Leistungsschütze, also Schütze mit hoher Schaltleistung, sowie Hilfsschütze zur Realisierung logischer Verknüpfungen, für die Ansteuerung von Leistungsschützen oder zum Schalten von Anzeigen oder kleineren Verbrauchern bis etwa 10A.
Die Gebrauchskategorien sagen aus, für welche Art der Last und Stromart die Kontakte ausgelegt sind. Für jede der aufgeführten Gebrauchskategorien ist ein maximaler Schaltstrom angegeben.

### Betätigungsspule
Die Betätigungsspulen von Schützen können für den Betrieb mit Wechselspannung oder Gleichspannung ausgelegt sein. Für Wechselspannungsbetrieb haben sie einen Magnetkern, dessen einer Teil von einer Kurzschlusswindung umschlossen ist und als Spaltpol bezeichnet wird. Dieser verursacht eine Phasenverschiebung und damit einen zeitverzögerten Magnetfluss in einem Teil des Eisenkerns, der die Haltekraft während der Zeit aufbringt, in der die Kraft des Hauptfeldes zum Halten des Ankers nicht ausreicht.
Oft besitzen Gleichspannungsschütze Zwischenlagen oder einen nichtmagnetischen Niet, um ein Kleben aufgrund der Restmagnetisierung zu verhindern.
Gleichspannungsspulen besitzen eine höhere Windungszahl und einen höheren ohmschen Widerstand als Wechselspannungsspulen für die gleiche Spannung. Eine Betätigung wahlweise mit Gleich- oder Wechselspannung ist in der Regel nicht möglich. Da der Scheinwiderstand einer Wechselspannungs-Betätigung im Moment des Anziehens wegen des geöffneten Magnetkreises sehr klein ist, fließt ein hoher Einschaltstrom in der Spule. Daher ziehen Wechselstrombetätigungen stärker an. Gleichstromspulen verursachen hingegen nur einen sanften Stromanstieg, der den Dauerstrom nicht übersteigt. Teilweise werden jedoch Hilfskontakte und Vorwiderstände verwendet, um den Stromfluss nach dem Anziehen zu reduzieren.
Zur Verringerung des Typenspektrums und zur Energieeinsparung sind Betätigungsspulen bzw. Schütze mit integrierter Elektronik entwickelt worden, die mit wenigen Typen einen breiteren Betätigungs-Spannungsbereich und den Betrieb mit Gleich- oder Wechselspannung erlauben. Die Geräte verursachen keine Abschalt-Spannungsspitzen und benötigen daher keine Entstörung.

#### Entstörung der Betätigungsspule
Die Betätigungsspule verursacht beim Abschalten durch Selbstinduktion eine störende Spannungsspitze. Zur Schonung der Ansteuerelektronik und zur Vermeidung von Störemissionen kann daher eine Schutzbeschaltung gegen diese Abschalt-Überspannung notwendig sein. Die Wahl der Schutzbeschaltung bzw. Entstörung der Betätigungsspule ist abhängig von der Spannungsart.
Bei Wechselstromschützen besteht diese meist aus einer Reihenschaltung eines Widerstandes mit einem Kondensator, die parallel zur Ankerspule angebracht werden (siehe Snubber).
Bei Gleichstromschützen kann eine Freilaufdiode eingesetzt werden, um steuernde Kontakte oder die Ansteuer-Elektronik zu schützen.
Zur Entstörung kann in beiden Fällen auch ein Varistor oder eine bidirektionale Suppressordiode, bei Gleichspannung auch eine Zenerdiode oder eine unidirektionale Suppressordiode dienen. Insbesondere bei Gleichspannungsbetätigung verringert sich dadurch gegenüber Freilaufdioden die Abschaltzeit, die Steuerschaltung muss dafür jedoch eine höhere Schaltspannung vertragen.
Einige Schütze verfügen zum leichten Montieren über eine Steckvorrichtung, zu der passende Entstörglieder geliefert werden.

### Kontaktbelastung

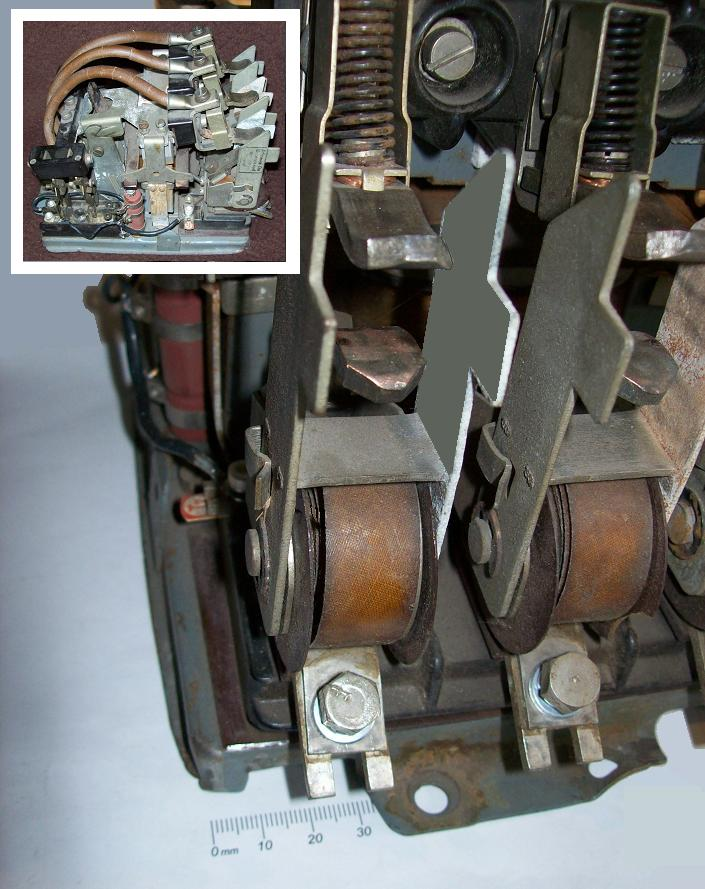
Magnetische Lichtbogenlöschung an einem älteren Schütz: der Laststrom durchfließt eine Spule (unten), die den Bogen mit ihrem Magnetfeld „ausbläst“

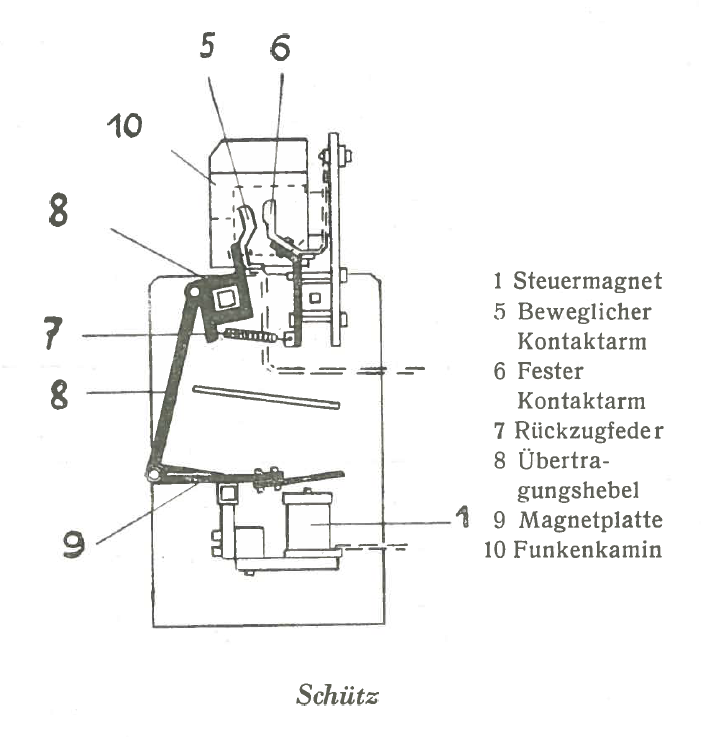
Aufbau eines elektromechanischen Schützes, wie es in den 1940er-Jahren in Schützensteuerungen von Straßenbahn-Motorwagen eingebaut wurde.

#### Ausschalten/Schaltlichtbogen
Beim Trennen der Kontakte treten Abreißfunken oder ein Schaltlichtbogen auf – besonders, wenn induktive Lasten oder Gleichstrom geschaltet werden. Dies führt zu Kontaktabbrand und elektrischen Störemissionen.
 Luftschütze verfügen über Lichtbogen-Löschkammern bzw. Deionkammern zur Funkenlöschung, in die sich der Lichtbogen aufgrund seines Magnetfeldes ausbreitet und dort gekühlt wird, sodass er erlischt. Die Blasmagnete sind bei Wechselspannungsschützen vom Schaltkontaktstrom durchflossene Spulen, bei Gleichspannungsschützen mit vorgegebener Stromrichtung auch Dauermagnete.
Vakuum-Schütze sind teurer, haben jedoch eine große Lebensdauer, hohes Schaltvermögen und geringen Kontakt-Übergangswiderstand. Die Schaltkontakte sind in einer evakuierten Schaltröhre. Da das Vakuum eine sehr große Spannungsfestigkeit hat und Metalldampf sich schnell ausbreitet, reißen Lichtbögen beim Öffnen schon bei kleinem Kontaktabstand sehr schnell ab. Auch beim Schließen kommt es zu weniger Kontaktabbrand, der höheren Verschweißneigung im Vakuum muss jedoch mit höherer Trennkraft und Werkstoffen mit geringer Verschweißneigung begegnet werden. Kontaktwerkstoffe sind sinter- bzw. pulvermetallurgisch hergestellte Gemische aus Kupfer und Nickel sowie Tränklegierungen aus Wolfram oder Molybdän mit Kupfer oder Silber.
Bei Ölschützen arbeiten die Schaltkontakte in einem Ölbad. Solche Schütze werden nicht mehr gefertigt, unter anderem weil sie eine vorgeschriebene Betriebslage hatten und das Öl eine Brandlast darstellt.
Um Abreißfunken und Schaltlichtbögen von vornherein zu vermeiden, können Entstörglieder eingesetzt werden. Typisch sind R-C-Kombinationen (siehe Boucherot-Glied), die über die Kontakte oder den Verbraucher geschaltet werden und kurzzeitig während der beginnenden Kontaktunterbrechung den Stromfluss übernehmen.
An der Gebrauchskategorien und den darunter angeführten Schaltströmen eines Schützes kann man erkennen, welche Stromarten und Lasten besonders hohe Kontaktbelastung verursachen oder schlecht zu schalten sind. Der Schaltlichtbogen verlischt bei Gleichstrom und ab einer Spannung über 25 V schwerer als bei Wechselspannung und verursacht eine stärkere Erhitzung der Kontakte. Es entsteht mehr Abbrand und um überhaupt abschalten zu können, müssen sich die Kontakte schnell und weit voneinander entfernen. Bei Wechselstrom verlischt der Lichtbögen leichter selbst, weil der Nulldurchgang des Stromes oft ausreichend lange Zeit lässt, dass sich das Plasma neutralisiert, verteilt und abkühlt. Induktive Lasten (Motoren, Elektromagnete, Transformatoren, Gasentladungslampen mit konventionellen Vorschaltdrosseln, AC-3, AC-15, DC-3, DC-5, DC-13) sind problematisch, weil der Strom auch dann weiterfließt, wenn die Kontakte schnell getrennt werden. Durch Selbstinduktion steigt die Spannung über den Kontakten auf sehr hohe Werte an, sodass der Lichtbogen nicht verlöscht. Bei Wechselspannung verlöscht er gleichfalls schlechter, weil sich auch hier je nach Phasenlage des Augenblicks der Trennung die in der Induktivität gespeicherte Energie in den langen Lichtbogen entlädt und so eine größere Plasmawolke erzeugt, als das bei Widerstandslast der Fall wäre. Das kann zum Wiederzünden auch nach dem Nulldurchgang führen.

#### Einschalten/Verschweißneigung
Kapazitive Lasten (z. B. auch Schaltnetzteile und Umrichter, Blindstromkompensation), Glühlampen oder auch Asynchronmotoren und Transformatoren verursachen teilweise sehr hohe Einschaltströme. Dadurch können die Kontakte beim Einschalten verschweißen und das Schütz öffnet nicht mehr von allein. Hauptursache dafür ist das Kontaktprellen, wodurch kurze Lichtbögen mit dem hohen Einschaltstrom entstehen. Für die Kontakte werden daher Werkstoffe verwendet, die eine geringe Verschweißneigung aufweisen, zum Beispiel Tränklegierungen aus Wolfram, Molybdän, Wolframcarbid mit Silber oder auch pulvermetallurgische Legierungen aus Silber mit Zinnoxid. Solche Werkstoffe haben den Nachteil eines höheren Kontakt-Übergangswiderstandes.
Um das Verschweißen der Kontakte erkennen zu können, sind Schütze meist mit zwangsgeführten Kontakten ausgeführt, das heißt, wenn ein Kontaktpaar „klebt“, bleiben auch alle anderen Kontakte in der Stellung, sodass ein Öffner-Hilfskontakt dazu benutzt werden kann, den Zustand zu diagnostizieren. Schütze mit einem solchen Spiegelkontakt können daher in Reihenschaltung Bestandteil von redundanten, fehlertoleranten und fehlererkennenden Sicherheitsschaltungen sein.

#### Kontakt-Übergangswiderstand
Der Kontakt-Übergangswiderstand ist bei Schützen aufgrund der vorgenannten Probleme und Maßnahmen generell höher als bei Silber- oder Goldkontakten z. B. von Signalrelais. Schütze benötigen eine Mindestlast und eine Mindestspannung an den Kontakten, um überhaupt schalten zu können (Selbstreinigung der Kontakte). Der Kontakt-Übergangswiderstand steigt bei Beginn der Benutzung an. Er ist maßgebend für den thermischen Bemessungsstrom, also den Strom, der bei geschlossenen Kontakten dauerhaft ertragen wird.

### Kontaktarten
Hauptkontakte:

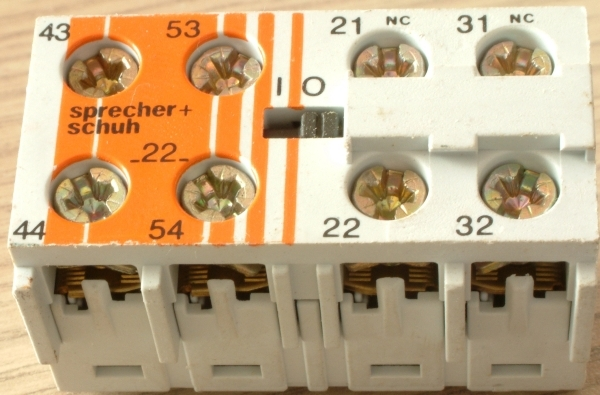
Hilfskontaktblock als Anbauteil für Schütze

- Schließer (Arbeitskontakte; kurz: NO von engl. Normally Open)
- Öffner (Ruhekontakte; kurz: NC von engl. Normally Closed)
- Umschaltkontakte/Wechsler (Kombination eines Öffners mit einem Schließer)
- Folgewechsler (Umschaltkontakt, bei dem alle drei Kontakte kurzzeitig beim Schalten verbunden werden.)

Hilfskontakte zur Schützsteuerung und Signalanzeige
- ebenso Schließer, Öffner und Umschaltkontakte
- voreilende Schließer und verzögerte Öffner, u. a.

### Anschlussbezeichnungen

Darstellung der Kontakte im Schaltplan

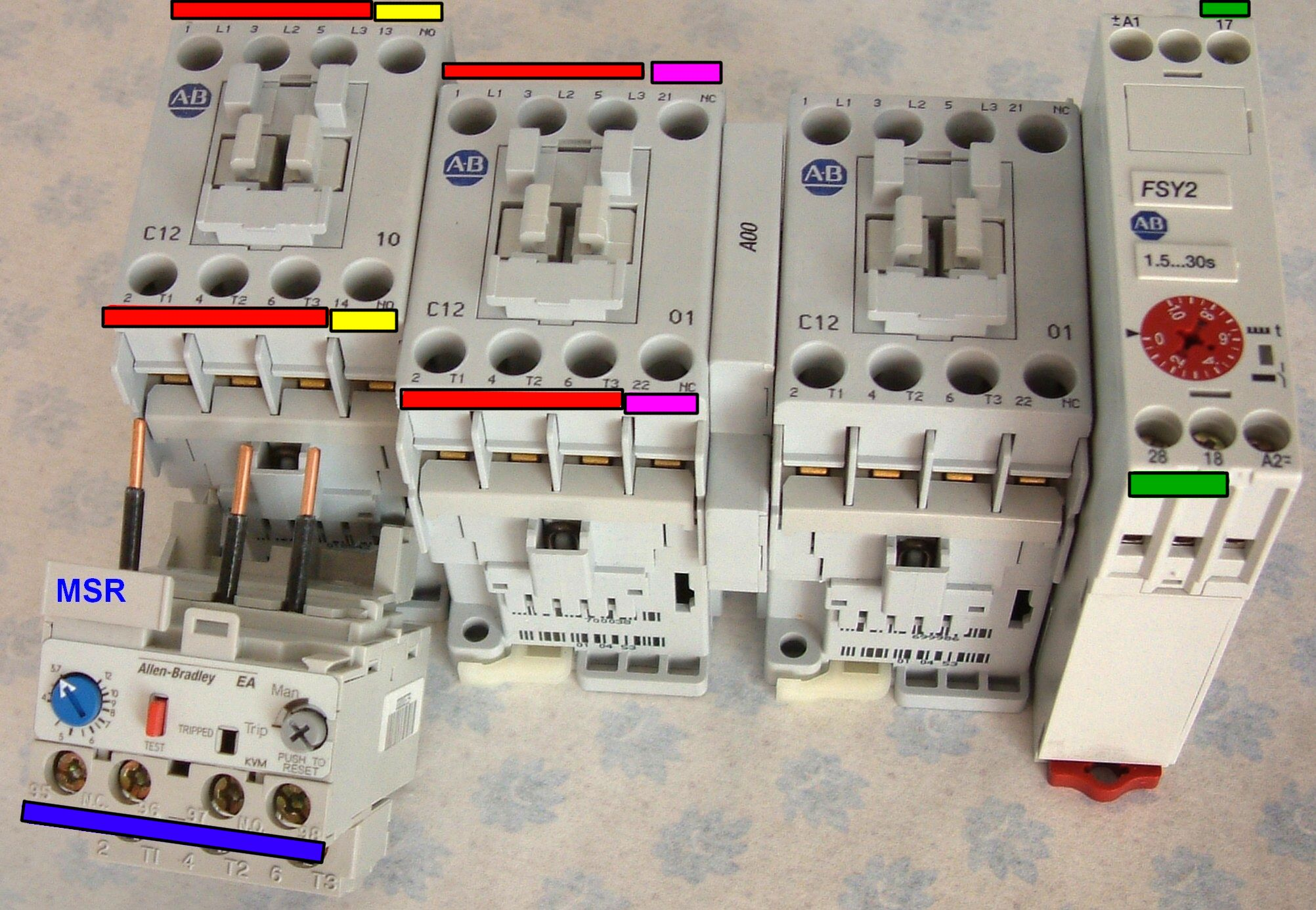
Mechanisch verriegelte Schütze für Stern-Dreieck-Schaltung (mit A00 gekennzeichnet) sowie Motorschutz (Blau) und Zeitrelais (Grün)

Es gibt Hauptkontakte für die zu schaltende Leistung und Hilfskontakte als Meldeleitung.
Hauptstromkontakte eines Schützes werden mit einstelligen Ziffern bezeichnet. Dabei führen üblicherweise die ungeraden Ziffern (1, 3, 5) zum Stromnetz, die geraden Ziffern (2, 4, 6) führen zum Verbraucher. Auf dem Schütz selbst steht oft 1L1 3L2 5L3 bzw. 2T1 4T2 6T3. Das L steht für live wire / load oder line, also für die (strom-/)spannungsführende Leitung. Das T für throw, also abwerfen / betätigen sprich den Ausgang. Die Stromrichtung ist unter Umständen deshalb wichtig, weil die Lichtbogenlöschung nur dann optimal ist, wenn die Einbaulage waagerecht (Wandmontage, Stromfluss vertikal) und die Speisung oben ist.
Im Falle von Öffnern als Hauptstromkontakt wird den Klemmenbezeichnungen dabei bei manchen Herstellern ein R vorangestellt.
Die Hilfs- bzw. Steuerkontakte haben eine zweistellige Bezeichnung. An der ersten Stelle steht die Ordnungsziffer, mit der die Hilfskontakte fortlaufend nummeriert werden. An der zweiten Stelle steht die Funktionsziffer, die die Aufgabe des jeweiligen Hilfskontaktes angibt (z. B. 1–2 für Öffner(NC), 3–4 für Schließer(NO)). Auf dem Bauteil selbst steht oft auch noch zusätzlich das Kurzzeichen, also z. B. 31NC bzw. 32NC oder 53NO bzw. 54NO oder es ist ein Schaltschema aufgedruckt.
Mit A1 und A2 sind die Spulenanschlüsse gekennzeichnet.
Außerdem gibt es noch die Bezeichnungen 5–6 und 7–8. Diese sind für Kontakte mit besonderer Funktion (zum Beispiel zeitverzögernd öffnen bzw. schließen) vorgesehen.
Beispiele sind im Bild rechts farbig gekennzeichnet:
- rot: Hauptstromkontakte, Schließer
- gelb: Hilfskontakt, Schließer (13/14)
- violett: Hilfskontakt, Öffner (21/22)

### Schaltarten

Kontaktdiagramm:
A: Schließer (Hauptkontakte), z. B. die Kontakte 1 und 2
B: Öffner (Hilfskontakt), z. B. 11, 12
C: Schließer (Hilfskontakt), z. B. 13, 14
D: Spät-Öffner
E: Früh-Schließer, z. B. 57, 58
F, G: Überlappender Öffner und Schließer

Die Kontakte können entweder überlappend (MBB, von engl.: make before break) oder nichtüberlappend (normgerecht) schalten. Überlappend bedeutet: Der Schließer schließt während des Umschaltvorgangs bereits, während der Öffner noch nicht getrennt hat; der Eingang und beide Ausgänge sind kurzzeitig miteinander verbunden. Damit sind im Gegensatz zur nichtüberlappenden Schaltart, bei welcher der Öffner trennt, bevor der Schließer Kontakt herstellt, unterbrechungsfreie Umschaltvorgänge möglich. Überlappende Schütze werden als Ü-Schütze, nichtüberlappende als E-Schütze bezeichnet.

### Funktionsüberwachung
Sicherheitsrelevante Schütze werden mit zwangsgeführten Kontakten ausgeführt: Öffner und Schließer können nie gleichzeitig geschlossen sein. Das bedeutet z. B., dass ein durch Überlastung verschweißter, das heißt bei stromloser Spule nicht öffnender Schließer dazu führt, dass kein Öffner schließt. Ein solches Schütz kann daher anhand dessen Öffner überwacht werden, ob es abgefallen ist. Mit einem weiteren redundanten Schütz und einem Sicherheits-Schaltgerät kann damit gewährleistet werden, dass eine Anlage dennoch sicher abschaltet. Sie kann bei einem klebenden (defekten) Schütz dann nicht wieder eingeschaltet werden, indem der Startkreis über die Öffner beider Schütze führt (siehe auch Not-Aus-Schaltgerät).
Um zum Beispiel bei Stern-Dreieck-Schaltung oder Wende-Schützschaltungen zu verhindern, dass zwei Schütze gleichzeitig anziehen, gibt es mechanisch gegeneinander verriegelte Schützpaare.
Viele Schütze verfügen über eine Schaltstellungsanzeige und können stromlos zu Testzwecken von Hand betätigt werden.

### Kenndaten
Ein Schaltschütz ist hauptsächlich durch das Schaltvermögen der Kontakte und die Betätigungsspannung des Antriebes gekennzeichnet. Weiterhin sind Einbaulage und zulässige Erschütterungen spezifiziert.

#### Schaltkontakte
Schaltleistung
die Leistung, die ein elektromagnetisch betätigter Kontakt ein- oder ausschalten kann
Schalt- oder Nennspannung
die Spannung, die geschaltet werden kann
Schaltstrom / Nennstrom
der Strom, den ein Kontakt schalten kann
Gebrauchskategorie
Art der Last, die geschaltet werden darf, wovon auch die Schaltleistung, -spannung und der -strom abhängig ist. (z. B. AC1 für rein ohmsche Last (Glühlampe, Heizung) oder AC3 für Käfigläufermotoren (induktive Last))
Kontaktdauerstrom
der Strom, der bei normalen Betriebsbedingungen ohne Schaltvorgang über die Kontakte fließen kann. Er wird auch thermischer Nennstrom genannt, da er nur durch die thermischen Verluste des Kontakt-Übergangswiderstandes begrenzt ist.

#### Betätigungsspule
Spulennennspannung
der Nennwert der Betätigungsspannung, für welche die Wicklung der Spule und der Magnetkreis bemessen sind. Es gibt mit Gleich- oder mit Wechselspannung zu betätigende Schütze.
Ansprechspannung
die Mindestspannung, ab der das Relais oder Schütz sicher anzieht
Haltespannung
die Mindestspannung, bei der das Relais oder Schütz gerade noch sicher geschlossen bleibt
Die Ansprechspannung ist größer als die Haltespannung.

### Selbsthaltung und bistabile Schütze
Soll ein Schütz nach einem Steuerstromimpuls (zum Beispiel ein Tastendruck) in der geschlossenen Schaltstellung verbleiben, statt in die Ruhestellung zurückzufallen, kommt eine Selbsthalteschaltung zum Einsatz, die am Schütz einen Hilfskontakt erfordert. Die Selbsthalteschaltung ermöglicht den Einsatz eines Tastschalters statt eines Ausschalters zur Ansteuerung. Das Abschalten erfolgt mit einem weiteren, jedoch öffnenden Taster. Im Abschalt-Stromkreis können weitere Öffner geschaltet sein, zum Beispiel Bimetallschalter zur Temperaturüberwachung.
Die Selbsthalteschaltung hat gegenüber einem mechanischen Schalter den Vorteil, dass z. B. eine Maschine nach Netzausfall nicht wieder von selbst anläuft.
Es gibt Stromstoßschalter (bistabile Fernschalter) mit mehreren Schaltkontakten, die zuweilen als „bistabile Schütze“ bezeichnet werden.

## Pneumatisches Schütz
Das Pneumatische Schütz, auch Druckluftschütz, hat die gleiche Funktion wie das elektromechanische Schütz, wird aber durch Druckluft betätigt: Anstelle des Elektromagneten werden Druckdosen verwendet. Diese pneumatischen Stellglieder betätigen die beweglichen Schaltkontakte. Statt durch Anlegen einer Steuerspannung erfolgt das Umschalten in den aktiven Zustand durch Druckerhöhung in der Druckdose. Druckluftschütze finden häufig in der Mittelspannungstechnik ihre Anwendung, da ein großer Abstand zwischen Arbeits- und Steuerkreis eingehalten werden kann. Außerdem sind pneumatische Schütze im Gegensatz zu elektromagnetischen Ausführungen in der Lage, die beweglichen Kontakte über längere Schaltwege zu bewegen. Dies erlaubt den Bau von Schütze mit größeren Kontaktabständen, die im geöffneten Zustand ein größeres Isolationsvermögen haben, sodass sie auch in der Mittelspannungstechnik eingesetzt werden können.

## Elektropneumatisches Schütz

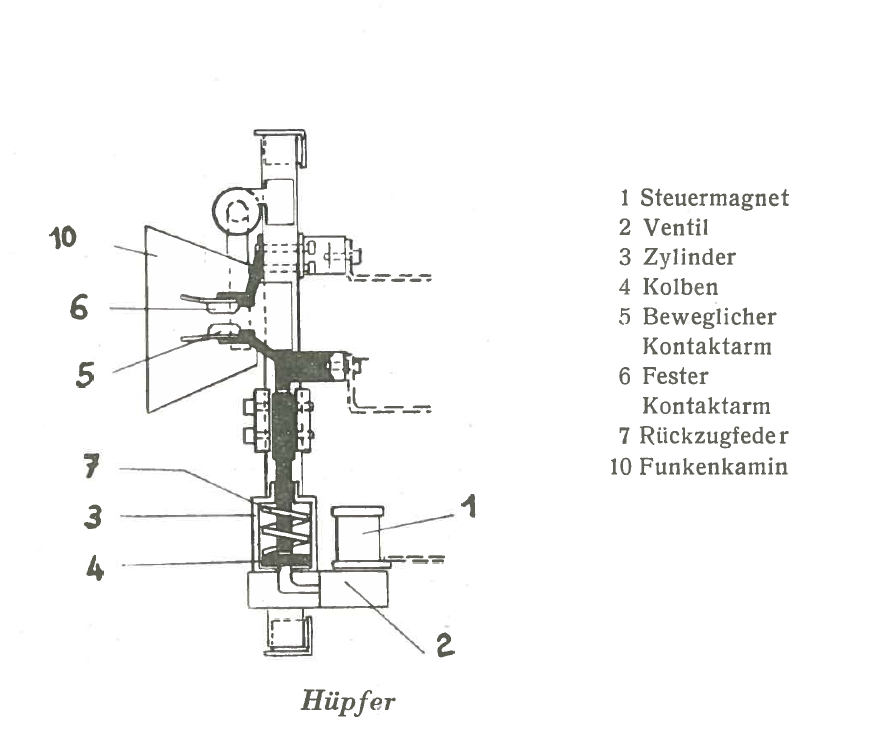
Aufbau eines elektropneumatischen Schützes, auch Hüpfer genannt

Elektropneumatische Schütze, auch Hüpfer genannt, sind in ihrer Funktion den elektromechanischen Schützen ähnlich, benutzen aber zur Betätigung der Kontakte statt eines Elektromagneten einen Pneumatikzylinder, der über ein Magnetventil mit Druckluft versorgt wird. Diese Variante hat eine geringere Stromaufnahme auf der Steuerspannungsseite als elektromagnetische Schütze gleicher Baugröße, setzt aber voraus, dass eine Druckluftversorgung vorhanden ist. Elektropneumatische Schütze werden daher vor allem in Schienenfahrzeugen eingesetzt, wo die Belastung der Steuerspannungsversorgung gering gehalten werden muss und bereits eine Druckluftversorgung für die Bremsanlage vorhanden ist.

## Halbleiterschütz

### Solid State Relais
Um bei häufiger Betätigung die Abnutzung (Kontaktabbrand, Verschleiß beweglicher Bauteile etc.) zu vermeiden, wurden Schütze auf Basis von Leistungshalbleitern entwickelt, sogenannte Solid State Relais. Anders als beim mechanischen Schütz ist beim Halbleiterschütz keine sichere Trennung der Leistungskontakte in der geöffneten Schaltstellung gegeben. Es fließt ein kleiner Reststrom und die Spannungsfestigkeit ist niedriger als diejenige offener mechanischer Kontakte. Daher zählt das Abschalten eines Halbleiterschützes nicht als Freischalten im Sinne der Ersten der Fünf Sicherheitsregeln.
Der Steuerkreis ist jedoch mittels Optokoppler galvanisch vom Laststromkreis getrennt, sodass auch beim Halbleiterschütz eine sichere Trennung zwischen Laststromkreis und Steuerstromkreis gegeben ist. Die Ansteuerung erfolgt üblicherweise mit 3 bis 30 V.
Halbleiterschütze müssen sorgfältiger in Bezug auf den Belastungsfall ausgewählt werden:
- für ohmsche Lasten gibt es Nullspannungsschalter; sie verursachen weniger Störemissionen
- für induktive Lasten gibt es Halbleiterrelais, die die beim Abschalten auftretenden Spannungsspitzen verkraften bzw. bedämpfen
- Zulässiger Einschaltstrom und ertragbare Stromtransienten sind wesentlich geringer als bei mechanischen Schaltgliedern

Halbleiterschütze erfordern bei Nennstrom die Montage auf einem passend dimensionierten Kühlkörper – ihre Verlustleistung ist wesentlich höher als diejenige mechanischer Schalter.

### Hybridschalter
Hybridschalter bestehen aus einer mechanischen Schaltstrecke (Kontakte) und einer zu dieser parallel geschalteten elektronischen Schaltstrecke (d. h. ein Halbleiterschalter bzw. ein Solid State Relais entsprechender Bauweise). Beim Schließen schaltet zunächst die elektronische Schaltstrecke ein. Um deren Verluste zu vermeiden, schaltet nun der diese überbrückende Kontakt ein. Beim Trennen öffnet zunächst der mechanische Schalter und dann der Halbleiterschalter. Der mechanische Kontakt erfährt dabei jeweils nur eine geringe Spannungsbelastung, wodurch der Kontaktabbrand (Verschleiß) fast vollständig vermieden wird. Das Bauteil ist daher durch die mechanische Lebensdauer gekennzeichnet, die typischerweise im Bereich 107 Schaltspielen liegt. Mit Hybridschaltern lassen sich folgende Probleme lösen:
- Schalten von Gleichspannung, was wegen des nicht von selbst im Nulldurchgang verlöschenden Schaltlichtbogens mit mechanischen Kontakten problematisch ist
- verlustarmes, häufiges Schalten von Gleich- und Wechselspannung bei hoher Lebensdauer

Anwendungen sind insbesondere Gleichspannungsnetze, Hochspannungs-Gleichstromübertragung (HGÜ) und Photovoltaikanlagen. Bei Hybridschaltern in Modulbauweise sind manchmal in Reihenschaltung zusätzliche Trenner integriert um nach Lastabschaltung eine sichere Trennstrecke zu gewährleisten. Eine Ausführungsform sind Hybridschalter für Niederspannungsnetze, die einen autonom arbeitenden Halbleiterschalter lediglich beim Ausschalten benutzen, um den hierbei besonders problematischen Schaltlichtbogen zu vermeiden.